# Young Buck
Young Buck, pseudonimo di David Darnell Brown (Nashville, 15 marzo 1981), è un rapper statunitense.

## Biografia
David Darnell Brown nato a Nashville, in Tennessee, il 15 marzo del 1981, manda avanti la sua carriera da rapper dall'età di 12 anni, si accorge subito di aver talento, comincia a registrare in studio a soli 14 anni. Nello stesso periodo il giovane Buck entra nel giro dei narcotici.
Comincia lavorando nell'underground e facendo battaglie freestyle. A 16 anni viene contattato da Baby, leader della label Cash Money Records.
Buck abbandona gli studi per trascorrere una vita più redditizia a New Orleans con il resto della Cash Money.
Nel 1999 appare in "Ha", video di Juvenile.
Deluso dalla sua carriera musicale immobile per troppo tempo, lascia l'etichetta per tornare a Nashville.
Ritornato nella sua città natale, il giovane senza più nulla fra le mani, decide di spacciare narcotici.
Un giorno mentre Buck si trovava nel suo appartamento un uomo armato fece irruzione nella sua casa procurando al rapper due ferite d'arma da fuoco.
Dopo questa esperienza Buck prese coscienza del brutto ambiente nel quale si trova e ne uscì, facendo amicizia col rapper D-Tay.
Realizzano insieme "Thuggin' Til The End", disco del 2000 uscito sotto etichetta Next Level.
L'album pur non riscuotendo grande successo permette a Buck di ricevere nuovamente una proposta dalla Cash Money.
Buck accetta nuovamente, ma poco dopo si accorge che il suo lavoro alla Cash Money non è ben valutato.
L'artista fortifica la sua amicizia con Juvenile, anch'egli intenzionato a lasciare la Cash Money, ed insieme prendono la decisione di abbandonare l'etichetta discografica.
Juvenile vuole lavorare col UTP Playas, ma a Buck non va molto a genio, poiché Buck ha voglia di fare un rap diverso.
In tour a New York con Juvenile, conosce 50 Cent.
50 Cent è una figura molto particolare, colpito da 9 colpi di pistola miracolosamente sopravvive e grida vendetta interiore cercando di costruire una crew, la G-Unit.
50 Cent propone a Buck di entrare a farne parte, e egli non ci pensa due volte, saluta Juvenile, che accetta la scelta del compagno e continua per la sua strada.
Buck comincia partecipando al brano "Bloodhound", contenuto all'interno dell'album multi-platino di 50 Cent "Get Rich Or Die Tryin'".
Debutta con questa rima:
Il giovane promette bene accanto al rapper Lloyd Banks.
Buck è il terzo componente della G-Unit(il quarto membro, Tony Yayo, è in prigione).
Segue 50 Cent in tour ed assieme alla G-Unit fa uscire il disco "Beg For Mercy".
L'LP è un successo, e dopo questo Buck torna di nuovo sulla cresta dell'onda col suo primo LP sotto la G-Unit Record "Straight Outta Cashville". I singoli sono "Let Me In" e "Shorty Wanna Ride", club anthem dal sapore di dirty south prodotto dal beatmaker di Atlanta Lil Jon, seguito da "Stomp", nel quale Buck chiama a partecipare i rapper The Game e Ludacris. Il singolo è un successo e spopola.
In "The Massacre", secondo LP solista di 50 Cent, collabora al remix del brano di The Game "Hate It Or Love It".
Nel marzo 2007, sforna un nuovo LP solista sotto l'etichetta G-Unit Records/Interscope, dal titolo "Buck the World".

## Discografia
Album in studio
- 2004 - Straight Outta Ca$hville
- 2007 - Buck the World
- 2010 - The Rehab

Mixtape
- 2004 - The Sopranos Mixtape
- 2004 - Welcome to the Hood
- 2006 - Case Dismissed! The Introduction of G-Unit South
- 2006 - Young Buck: Chronic 2006
- 2006 - Gangsta Grillz: Welcome To The Traphouse
- 2007 - Get Buck
- 2009 - Back on My Buck Shit
- 2010 - Back on My Buck Shit Volume 2: Change of Plans

Singoli
- 2003 - P.I.M.P. [Remix] (50 Cent feat. Snoop Dogg, Lloyd Banks, Young Buck)
- 2004 - Ride Wit' U (Joe feat. G-Unit)
- 2004 - Let Me In
- 2004 - Shorty Wanna Ride
- 2004 - Look at Me Now (feat. Kon Artis)
- 2004 -   Stomp feat. T.I., The Game, Ludacris
- 2005 - Stay Fly (Three 6 Mafia feat. Young Buck, 8 Ball & MJG)
- 2005 - Datz Me (YoungBloodZ feat. Young Buck)
- 2005 - I Know You Don't Love Me (Tony Yayo feat. 50 Cent, Young Buck, Lloyd Banks)
- 2006 - I Know You Want Me (feat. Jazze Pha)
- 2006 - Rompe [Remix] (Daddy Yankee feat. Lloyd Banks, Young Buck)
- 2006 - Give It to Me (Mobb Deep feat. Young Buck)
- 2006 - Tear It Up (Allstar Cashville Prince feat. Young Buck, Yo Gotti)
- 2006 - Money in the Bank (Lil Scrappy feat. Young Buck)
- 2007 - Get Buck
- 2007 - Hold On
- 2007 - U Ain't Goin' Nowhere (feat. LaToiya Williams)
- 2007 - Fire (50 Cent feat. Young Buck, Nicole Scherzinger)

### Con i G-Unit
- 2004 - G-Unit City (G-Unit Radio Part 9)
- 2007 - The Clean Up Man (G-Unit Radio Part 24)